# Fejervarya
Genre
Fejervarya est un genre d'amphibiens de la famille des Dicroglossidae.

## Répartition

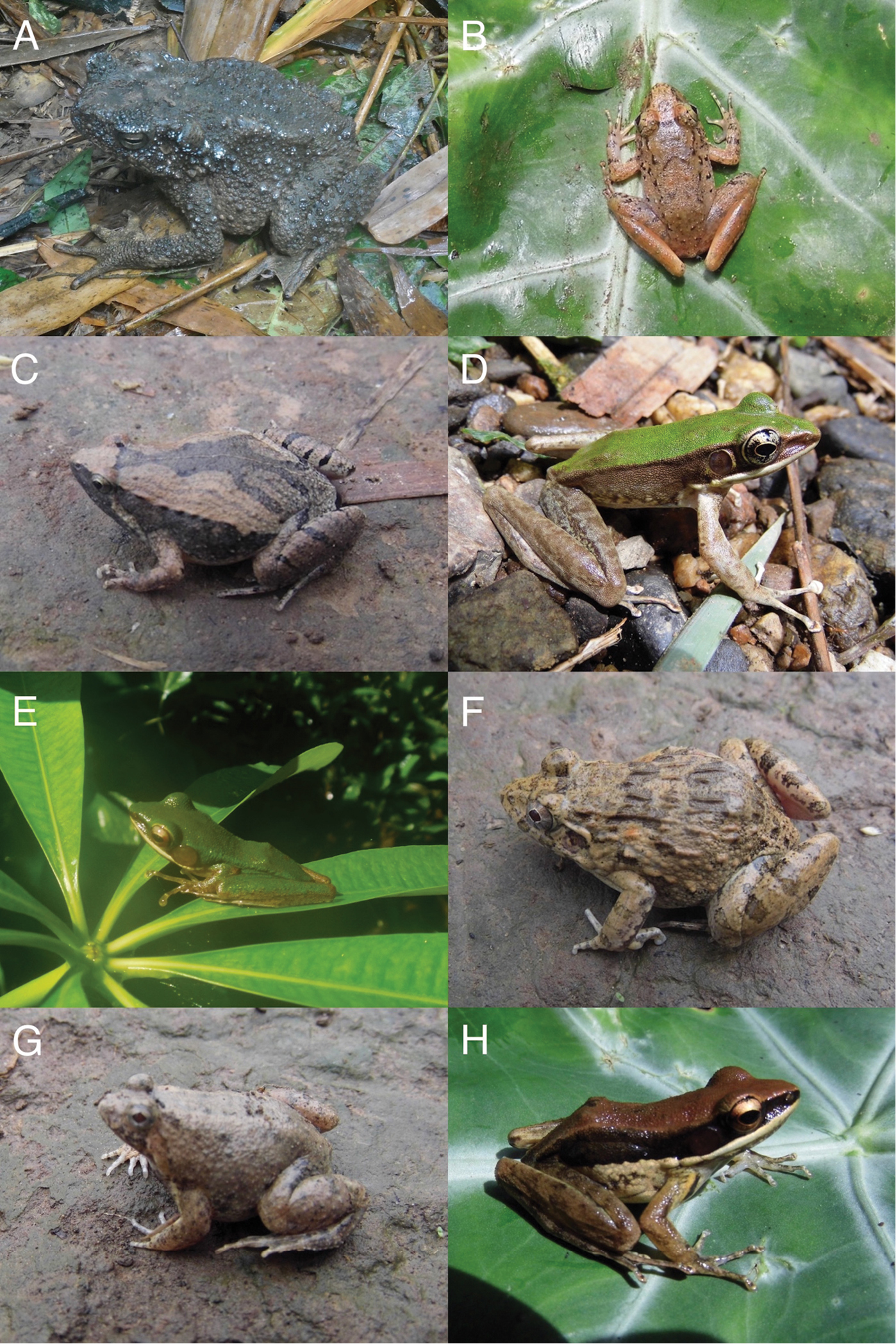
Photographies d'amphibiens lors d'un voyage d'étude, région de Tenasserim, Birmanie : A Phrynoidis aspera ; B Limnonectes doriae ; C Microhyla fissipes ; D Odorrana hosii ; E Chalcorana eschatia ; F Fejervarya sp. ; G Occidozyga martensii ; H Sylvirana malayana

Les 45 espèces de ce genre se rencontrent dans l'Est de l'Asie du Sud, en Asie de l'Est, en Asie du Sud-Est et en Nouvelle-Guinée.

## Liste des espèces
Selon Amphibian Species of the World (10 juin 2017) :
- Fejervarya andamanensis (Stoliczka, 1870)
- Fejervarya asmati Howlader, 2011
- Fejervarya brevipalmata (Peters, 1871)
- Fejervarya cancrivora (Gravenhorst, 1829)
- Fejervarya caperata Kuramoto, Joshy, Kurabayashi, & Sumida, 2008
- Fejervarya chiangmaiensis Suwannapoom, Yuan, Poyarkov, Yan, Kamtaeja, Murphy, & Che, 2016
- Fejervarya chilapata (Ohler, Deuti, Grosjean, Paul, Ayyaswamy, Ahmed, & Dutta, 2009)
- Fejervarya dhaka (Howlader, Nair, & Merilä, 2016)
- Fejervarya gomantaki Dinesh, Vijayakumar, Channakeshayamurthy, Torsekar, Kulkarni, & Shanker, 2015
- Fejervarya granosa Kuramoto, Joshy, Kurabayashi, & Sumida, 2008
- Fejervarya greenii (Boulenger, 1905)
- Fejervarya iskandari Veith, Kosuch, Ohler, & Dubois, 2001
- Fejervarya kawamurai Djong, Matsui, Kuramoto, Nishioka, & Sumida, 2011
- Fejervarya keralensis (Dubois, 1981)
- Fejervarya kirtisinghei (Manamendra-Arachchi & Gabadage, 1996)
- Fejervarya kudremukhensis Kuramoto, Joshy, Kurabayashi, & Sumida, 2008
- Fejervarya limnocharis (Gravenhorst, 1829)
- Fejervarya modesta (Rao, 1920)
- Fejervarya moodiei (Taylor, 1920)
- Fejervarya mudduraja Kuramoto, Joshy, Kurabayashi, & Sumida, 2008
- Fejervarya multistriata (Hallowell, 1861)
- Fejervarya murthii (Pillai, 1979)
- Fejervarya mysorensis (Rao, 1922)
- Fejervarya nepalensis (Dubois, 1975)
- Fejervarya nicobariensis (Stoliczka, 1870)
- Fejervarya nilagirica (Jerdon, 1854)
- Fejervarya orissaensis (Dutta, 1997)
- Fejervarya parambikulamana (Rao, 1937)
- Fejervarya pierrei (Dubois, 1975)
- Fejervarya pulla (Stoliczka, 1870)
- Fejervarya rufescens (Jerdon, 1853)
- Fejervarya sahyadris (Dubois, Ohler, & Biju, 2001)
- Fejervarya sakishimensis Matsui, Toda, & Ota, 2008
- Fejervarya sauriceps (Rao, 1937)
- Fejervarya schlueteri (Werner, 1893)
- Fejervarya sengupti Purkayastha & Matsui, 2012
- Fejervarya syhadrensis (Annandale, 1919)
- Fejervarya teraiensis (Dubois, 1984)
- Fejervarya triora Stuart, Chuaynkern, Chan-ard, & Inger, 2006
- Fejervarya verruculosa (Roux, 1911)
- Fejervarya vittigera (Wiegmann, 1834)

En 2017, 4 nouvelles espèces ont été décrites (Zootaxa) :
- Fejervarya cepfi Garg & Biju
- Fejervarya kadar Garg & Biju
- Fejervarya manoharani Garg & Biju
- Fejervarya neilcoxi Garg & Biju

## Taxinomie
Ce genre a été réduit par le transfert dans Zakerana de nombreuses espèces.

## Publication originale
- Bolkay, 1915 : Beiträge zur Osteologie einiger exotischer Raniden. Anatomischer Anzeiger, Jena, vol. 48, p. 172-183 (texte intégral (de)).